# Jie (narod)
Jie ((kin.) 羯 Chieh); srednjokineski: Kiat su bili pripadnici malog plemena unutar Xiongnu plemenskog saveza koje se spominje u 4. i 5. vijeku.  Njihovo kinesko ime potiče od područja Qeshi (suvremeni Yuci u provinciji Shanxi), gdje je živio njihov ogranak plemena, poznat po imenu Južnog Xiongnu Chanyua Qiangquy (179-188); kineski znak 羯 doslovno znači "kastrirani ovan".
Godine 319. je Shi Le, vojskovođa Jiea, ustanovio državu Kasniji Zhao u sjevernoj Kini, odmetnuvši se od Xiongnu države Han Zhao (304-329). Država Kasniji Zhao je, međutim, kolabirala godine 351. U periodu između 350. i 352. general Ran Min je naredio istrebljenje ovog plemena, a toj sudbini je, zbog specifičnog fizičkog izgleda koje spominju kineski povijesni izvori, malo tko mogao izbjeći. Usprkos toga, Jie se još uvijek povremeno spominju sljedećih 200 godina.
Dio povjesničara špekulira da su Jie bili srodni suvremenim Ketima, koji žive između rijeka Ob i Jenisej—znak 羯 (jié) se izgovara kao kit na kantonskom i katsu ili ketsu na japanskom, što implicira sličnost izrazu Ket. Edward Vajda, povijesni jezikoslovac s Univerziteta Zapadni Washington, proveo je godinu dana u Sibiru proučavajući Kete i njegova istraživanja su djelomično potvrdila takve špekulacije, dok DNK analize pokazuju sličnost s Tibetancima i Burmancima.

### Primarni izvori
- Fang Xuanling, "Knjiga Jina" (晉書, Jìn Shū), 648, poglavlja 104-107

### Sekundarna literatura
- Taskin V.S. "Materials on the history of nomadic peoples in China. 3rd - 5th cc. AD.  Issue 2.  Jie", Moscow, Oriental Literature, 1990, ISBN 5-02-016543-3
- Bazin L., "Un texte prototürk du 4-e siecle", Oriens, Vol. 1. No. 2, 1948, pp. 211on
- Ramstedt G.J., "Zur Frage nach der Stellung des Tschuwassischen" (On the question of the position of the Chuvash), JSFOu 38, 1922, pp. 1on
- von Gabain, A. "Animal traits in the army commander", Journal of Turkish Studies, 1:95-112, 1949
- Zhonghan Wang, "Outlines of Ethnic Groups in China", Taiyuan, Shanxi Education Press, 2004, p. 133, ISBN 7544026604

## Vanjske poveznice
- 羯語記載 The language of Jie ( Kiet ) -- earliest Turkic language phrase recorded in Chinese Chronicle(Chinese Traditional Big5 code page) via Internet Archive